# ناحیه گانگسو
ناحیه گانگسو (کره‌ای: 강서구) یکی از ۲۵ نواحی سئول پایتخت کره جنوبی است. این ناحیه در جنوب رود هان واقع شده‌است. فرودگاه بین‌المللی گیمپو در این ناحیه واقع شده و بسیاری از پروازهای آن به سمت شهرهایی مانند بوسان، ججو و گوانگجو است.